# Varför just jag? (Sammy Davis)
Varför just jag? (engelska: Why me?) är en biografi som sångaren Sammy Davis, Jr. utgav år 1989. Det är Davis själv som skrivit den, tillsammans med Jane och Burt Boyar. I Sverige utgavs den 1989 av förlaget Stockholm Viva i översättning av Love Kellberg.
Davis berättar om sin uppväxt, genombrottet som sångare, åren med Rat Pack och sitt möte med Martin Luther King. Han tar även upp ämnen som rasism och religion. Boken beskriver många av de svårigheter Davis mött i livet, där 
han själv beskrivit sig som "en enögd, judisk neger med klumpfot i en vit värld".
Boken gavs ut i Sverige innan den publicerades i New York, beroende på Davis turné i Sverige våren 1989.

## Utgåva
- Davis, Sammy; Boyar Jane, Boyar Burt (1989). Varför just jag?. Översättning: Love Kellberg. Stockholm: Viva. Libris 7439979. ISBN 9161402575
  - Davis, Sammy; Boyar Jane, Boyar Burt (1989) (på engelska). Why me?. New York: Warne books ed. ISBN 9780446360258. OCLC 22155765